# Gouvernement Glavtchev I
République de Bulgarie
Denkov Glavtchev II
Le gouvernement Glavtchev (en bulgare : Правителство на Димитър Главчев) est le gouvernement de la république de Bulgarie en fonction du 9 avril 2024 au 27 août 2024.

## Historique et coalition
Dirigé par le Premier ministre conservateur Dimitar Glavtchev, ce gouvernement exerce la direction de l'État jusqu'à la tenue des élections législatives anticipées du 9 juin 2024. À ce titre, il n'est soutenu par aucun parti politique.
Il est formé à la suite de l'échec de la formation d'un gouvernement à la suite de la démission gouvernement Denkov.
Il succède donc au gouvernement centriste de Nikolaï Denkov, constitué par une coalition entre Citoyens pour le développement européen de la Bulgarie (GERB) et Nous continuons le changement - Bulgarie démocratique (PP-DB). Ensemble, ils disposent de 133 députés sur 240, soit 55,4 % des sièges.

### Formation
Le Premier ministre Nikolaï Denkov démissionne le 5 mars 2024, dans le cadre d'un accord de rotation avec Mariya Gabriel. Le 18 mars, celle-ci est chargée de former un gouvernement.
Le 26 mars, le PP-DB et le GERB échouent à former un nouveau gouvernement. Le PP-DB ayant annoncé qu'en cas de réponse négative du GERB, il rendra son mandat dès qu'il l'aura reçu, la perspective de nouvelles élections devient probable. Denkov rend comme convenu le mandat le lendemain dès qu'il le reçoit. Le 28 mars, le président Radev confie le troisième et dernier mandat au parti Il y a un tel peuple, qui rend immédiatement le mandat après l'avoir reçu, ce qui provoque la tenue de nouvelles élections.
En vertu de la réforme constitutionnelle de décembre 2023, le Premier ministre du gouvernement d'intérim sera par ailleurs toujours désigné par le président de la République, mais ce dernier ne pourra choisir que parmi une liste prédéfinie de personnalités composée du président de l'Assemblée nationale, du gouverneur et des vice-gouverneurs de la banque centrale, du président et des vice-présidents de la Cour des comptes et du défenseur des droits et son adjoint,,,. Les pouvoirs du gouvernement intérimaire sont par ailleurs limités et l'Assemblée sortante reste en place jusqu'à l'élection de la nouvelle. Le 30 mars, à l'issue de consultations, le président Roumen Radev charge le président de la Cour des comptes Dimitar Glavtchev de former un gouvernement intérimaire d'ici le 6 avril,. Le chef du GERB Boïko Borissov s'est précédemment opposé à la nomination de Glavtchev et du président de l'Assemblée nationale Rossen Jeliazkov, souhaitant que le chef du gouvernement choisi ne soit pas issu des rangs de son parti. En parallèle, le Parlement a amendé la loi pour permettre au président de la Cour des comptes, ses vice-présidents, et au gouverneur et aux vice-gouverneurs de la banque centrale de pouvoir prendre un congé non payé pour diriger le gouvernement intérimaire et de pouvoir reprendre leurs fonctions, alors que la loi exige que les titulaires n'aient pas siégé au gouvernement lors des trois dernières années.
Le gouvernement est assermenté le 9 avril devant l'Assemblée nationale.

### Succession
Les élections législatives bulgares de juin 2024 ne permettent pas de former un gouvernement. Le 19 août, après l'échec par trois fois des partis politiques à former un gouvernement, le président de la République Roumen Radev charge Goritsa Grantcharova-Kojareva, alors vice-présidente de la Cour des Comptes, à former un gouvernement. Le président lui demande de former un gouvernement d'ici au 19 août, de sorte à dissoudre le Parlement en vue de la tenue d'un nouveau scrutin le 20 octobre. Elle prête serment le jour même. Le 19 août, alors que Goritsa Grantcharova-Kojareva annonce son nouveau gouvernement, le président Radev refuse de l'approuver car il reconduit Kalin Stoïanov comme ministre de l'Intérieur. Devant le refus de la Première ministre désignée de proposer un autre nom, le président Radev met fin à sa désignation. Stoïanov est soupçonné d'être proche de Delyan Peevski. Glavtchev se montre disposé à se maintenir en poste en attendant le choix d'un successeur.
Le 22 août, le président de la République Roumen Radev charge Dimitar Glavtchev de former un gouvernement d'ici le 26 août, ce qu'il fait. Le président Radev approuve le gouvernement le jour même, et fixe le lendemain la date du scrutin au 27 octobre.

## Composition
- Par rapport au gouvernement Denkov, les nouveaux ministres sont indiqués en gras, ceux ayant changé d'attributions en italique[29].

| Portefeuille                                               | Titulaire | Titulaire                                      | Parti       |
| ---------------------------------------------------------- | --------- | ---------------------------------------------- | ----------- |
| Premier ministre intérimaire                               |           | Dimitar Glavtchev                              | GERB        |
| Vice-Première ministre Ministre des Finances               |           | Lyudmila Petkova                               | Indépendant |
| Ministre de l'Intérieur                                    |           | Kalin Stoyanov                                 | Indépendant |
| Ministre de la Défense                                     |           | Atanas Zaprianov                               | Indépendant |
| Ministre de la Santé                                       |           | Galya Kondeva                                  | Indépendant |
| Ministre du Développement régional et des Travaux publics  |           | Violeta Komitova                               | Indépendant |
| Ministre de l'Éducation et de la Science                   |           | Galin Tsokov                                   | Indépendant |
| Ministre des Affaires étrangères                           |           | Stefan Dimitrov (jusqu'au 22/04/2024)          | Indépendant |
| Ministre des Affaires étrangères                           |           | Dimitar Glavtchev                              | GERB        |
| Ministre de la Justice                                     |           | Maria Pavlova                                  | Indépendant |
| Ministre de la Culture                                     |           | Nayden Todorov                                 | Indépendant |
| Ministre de l'Environnement et des Eaux                    |           | Petar Dimitrov                                 | Indépendant |
| Ministre de l'Agriculture, de l'Alimentation et des Forêts |           | Kiril Vatev (jusqu'au 22/04/2024) Georgi Tahov | Indépendant |
| Ministre de l'Innovation et de la Croissance               |           | Rosen Karadimov                                | BSP         |
| Ministre de l'Administration électronique                  |           | Valentin Mundrov                               | Indépendant |
| Ministre des Transports et des Communications              |           | Gueorgui Gvozdeikov                            | Indépendant |
| Ministre du Travail et des Affaires sociales               |           | Ivaïlo Ivanov                                  | Indépendant |
| Ministre de la Jeunesse et des Sports                      |           | Georgi Glouchkov                               | Indépendant |
| Ministre de l'Économie et de l'Industrie                   |           | Petko Nikolov                                  | Indépendant |
| Ministre de l'Énergie                                      |           | Vladimir Malinov                               | Indépendant |
| Ministre du Tourisme                                       |           | Evtim Milochev                                 | Indépendant |
| Ministre de la Jeunesse et des Sports                      |           | Andrey Kuzmanov                                | Indépendant |